# Андреева, Александра Алексеевна
Александра Алексеевна Андреева (1853—1926) — русский критик, историк литературы, переводчица.

## Биография
Родилась 11 (23) февраля 1853 года в семье торговцев, вышедших из крестьянской среды. Отец, Алексей Васильевич, стал потомственным почётным гражданином.
Получила домашнее образование, самостоятельно прошла университетский курс. Первая работа «Итальянская новелла и „Декамерон“» (1880) привлекла внимание Ф. И. Буслаева.
Автор обстоятельных статей о западно-европейской литературе в «Северном вестнике» (1890-е), «Вестнике Европы» и других журналах.
Увлекалась проблематикой творчества Г. Ибсена, с которым познакомилась, путешествуя (1891) по Норвегии, и о творчестве которого написала ряд работ, вызвала сопоставительный анализ взглядов русских и норвежских писателей «Воскресение у гр. Толстого и Г. Ибсена» (М. : т-во тип. А. И. Мамонтова, 1901). Андреева писала о современном французском романе, об И. С. Тургеневе; принимала активное участие в подготовке книги «Урусов А. И. Статьи его о театре и об искусстве. Письма о нём. Воспоминания о нём» (М. : Тип. И. Н. Холчев и К°, 1907), в которой была помещена её монографическая статья об Урусове; она — автор вступительной статьи книги «Жизнь Витторио Альфиери из Асти, рассказанная им самим» (М. : К. Ф. Некрасов, 1904). 
С 30 ноября 1894 года состояла действительным членом Общества любителей Российской словесности.